# Villebois-Lavalette
Villebois-Lavalette là một thị trấn thuộc tỉnh Charente trong vùng Nouvelle-Aquitaine tây nam nước Pháp. Thị trấn nay có độ cao trung bình 192 mét trên mực nước biển. Đây là thủ phủ của tổng Villebois-Lavalette, và tọa lạc trên đồi có một lâu đài có từ thời La Mã cổ đại.